# Bitwa 300 mistrzów
Bitwa 300 mistrzów – bitwa, która miała miejsce w roku 546 p.n.e. pomiędzy siłami miast-państw greckich: Sparty i Argos. Miała być początkowo pojedynkiem pomiędzy trzystoma Spartanami a trzystoma Argiwami, ostatecznie przekształciła się w bitwę całych armii, zakończonej zwycięstwem Sparty.

## Bitwa
Wraz ze wzrostem swojej potęgi i znaczenia na Półwyspie Peloponeskim, Sparta dążyła do tego by dowieść swojej przewagi nad Argos i zmazać hańbę poprzednich klęsk, jakie w walce z tym miastem ponosiła. W roku 546 p.n.e. wojska spartańskie wkroczyły na terytorium kontrolowane przez Argos. Dzięki pośrednictwu amfiktionów z argiwskiego Herajon, bitwę obu armii miała zastąpić walka pomiędzy trzystoma najlepszymi wojownikami z Argos i trzystoma najlepszymi wojownikami ze Sparty.
Bitwa trwała cały dzień. Gdy zapadła noc do obozu Argiwów przybyło dwóch żołnierzy, informując o swoim zwycięstwie. Okazało się jednak, że jeden Spartanin ocalał również. Dotarł on do spartańskiego obozu przynosząc zbroje zdarte z wrogów i informując o swoim zwycięstwie. W tej sytuacji obie strony oświadczyły, że są zwycięzcami i żadna nie chciała przyznać się do porażki.
Wobec braku porozumienia doszło do bitwy całych armii, która przyniosła duże straty obu stronom, ale zakończyła się zwycięstwem Sparty.

## Skutki
Zwycięstwo Spartan umocniło ich przewagę wojskową na Półwyspie Peloponeskim, a także w całej Grecji. Sparta przyłączyła do swojego terytorium Thyreatydę i Kytherę, które okazały się nabytkami trwałymi. Na znak triumfu dla upamiętnienia tego wydarzenia Spartiaci zaczęli nosić długie włosy. Z kolei Argiwowie obcięli swoje krótko na znak żałoby.